# Anoplopomatoidei
Ce taxon est aujourd'hui obsolète. Dénomination actuelle : Anoplopomatidae.
Sous-ordre
Synonymes
- infra-ordre Anoplopomatales (préféré par NCBI)[1]

Les Anoplopomatoidei sont un sous-ordre de poissons téléostéens marins du Pacifique nord, considéré comme obsolète (rétrogradé au rang de famille dans le sous-ordre des Cottoidei dans WoRMS depuis 2022).

## Description
La tête est dépourvue d'épines, de crêtes ou de filaments. Les espèces de ce taxon possèdent deux nageoires dorsales : la seconde est dotée de 16 à 21 rayons mous, tandis que la nageoire anale est pourvue de trois épines faibles et de 11 à 19 rayons mous. Les nageoires pelviennes comprennent une épine et cinq rayons mous. Chaque côté de la tête est équipé de deux narines bien développées, et les membranes branchiales sont fixées à l'isthme. Une ligne latérale unique parcourt le corps. Ces espèces peuvent atteindre une longueur maximale d’environ 1,8 m, comme observé chez Erilepis zonifer.

## Répartition
Les deux espèces qui composent ce taxon se rencontrent dans l'océan Pacifique, de l'archipel japonais à la mer de Béring et jusqu'à la Californie. Cependant, E. zonifer n’atteint pas les zones aussi septentrionales ni aussi méridionales que A. fimbria.

## Liste des familles
Avant d'être invalidé, le sous-ordre comprenait une seule famille avec deux genres monotypiques :
- famille des Anoplopomatidae Jordan & Gilbert, 1883
  - genre Anoplopoma Ayres, 1859 : Anoplopoma fimbria (Pallas, 1814)
  - genre Erilepis Gill, 1894 : Erilepis zonifer (Lockington, 1880)

## Systématique
D'après ITIS (01 décembre 2024) la première mention d'« Anoplopomatoidei », formellement mentionnée en tant que sous-ordre, semble provenir de l'ouvrage de Nelson « Fishes of the World » dans sa 3è édition parue en 1994. Dans sa 4e édition (2006), il est également répertorié en tant que sous-ordre au sein des Scorpaeniformes. Ce texte est largement cité dans les références taxonomiques et sert de source fondamentale pour les classifications modernes des poissons. Dans un ouvrage précédent, Grzimek’s Animal Life Encyclopedia, paru en 2003, le sous-ordre est mentionné mais sa position est ambiguë. Les auteurs relèvent que la famille des Anoplopomatidae est souvent incluse dans le sous-ordre des Hexagrammoidei mais que « parfois » Erilepis zonifer est séparé dans une famille monotypique, les Erilepidae et que ces deux familles peuvent également être isolées des autres hexagrammoïdes pour former le sous-ordre des Anoplopomatoidei. Les mentions de termes apparentés tels que « Anoplopomatoïde » dans la littérature antérieure, comme Quast (1965), font référence au groupe mais ne le formalisent pas en tant que sous-ordre. Néanmoins, dès la 5e édition de « Fishes of the World » (2016), le sous-ordre n'est plus mentionné et la famille des Anoplopomatidae est classée dans la super-famille Anoplopomatoidea, sous-ordre des Cottoidei, super-ordre des Acanthopterygii.
Dans WoRMS, le sous-ordre Anoplopomatoidei était jusqu'en 2022 classé comme suit : Giga-classe des Actinopterygii, super-classe des Actinopteri, classe des Teleostei, ordre des Scorpaeniformes. À partir de 2022, ce site de référence intègre l'invalidation du sous ordre rétrogradé au rang de la famille des Anoplopomatidae, mais dans l'ordre des Perciformes, sous-ordre des Cottoidei. L'autre site de référence pour les poissons, ECoF (consulté le 30 novembre 2024), indique la même classification.
Par ailleurs, la base de données paléobiologique Paleobiology Database (30 novembre 2024) indique que le terme « Anoplopomatoidei » en tant que sous-ordre est actuellement abandonné mais qu'il a été rattaché aux Scorpaeniformes en tant que sous-ordre par Fierstine et al.. en 2012. Il n'a cependant pas fait l'objet d'une définition diagnostique formelle dans ce travail.
Anoplopomatoidei a donc pour synonyme :
- Anoplopomatidae

## Étymologie
D'après l'étymologie de Anoplopomatidae, « anoplos », signifie sans arme ou non armé, et « poma » signifie opercule, faisant référence à l'apparence des joues (et de la tête), qui sont « presque dépourvues d'épines », ce qui souligne l'absence notable d'épines sur ces parties du corps.